# Crypto (film)
Pour les articles homonymes, voir Crypto.
Pour plus de détails, voir Fiche technique et Distribution.
Crypto est un thriller américain réalisé par John Stalberg Jr. (en), sorti en 2019.

## Synopsis
Spécialiste et analyste de l'anti-blanchiment d'argent, Martin Duran officie pour une grande banque d'affaires de Wall Street, Omnicorp Bank. Un jour, il rend un rapport déduisant qu'un de leurs futurs clients de la banque blanchit de l'argent et, dès lors, empêche son alliance avec elle. Alors que le PDG souhaite le renvoyer pour sa faute à la fois lourde et honnête, son chef sauve son poste et le rétrograde dans une succursale située dans le Nord de l'État de New York, à Elba, qui n'est d'autre que le petit village où il a passé son enfance. Il est désormais chargé de vérifier la conformité de plusieurs transactions financières.
Dès son retour dans sa ville natale, il retrouve son vieil ami, Earl, qui tient un magasin d'alcool en faillite. Il découvre que ce dernier est un expert en cryptologie qui exploite la cryptomonnaie avec talent. Mais ses retrouvailles avec son père et son frère sont moins enthousiastes. Ils luttent pour conserver leur ferme familiale qui s'apprête à être rachetée par la banque de Martin.
Secondé par le cyber-enquêteur Earl, en enquêtant sur une galerie d'art, Martin révèle un vaste réseau de corruption et de fraude à Elba qui implique son comptable véreux, Ted Patterson, ainsi que des criminels russes. Mais tout se complique lorsque Earl est assassiné et que son père est retenu en otage dans sa ferme par les hommes de Patterson. Et puis, surtout, avant sa mort, Earl avait remis une clé USB avec des preuves que sa propre cheffe, Robin, est impliquée dans le blanchiment d'argent en le facilitant…

## Fiche technique
Sauf indication contraire, les informations mentionnées dans cette section peuvent être confirmées par la base de données cinématographiques IMDb,  présente dans la section « Liens externes ».
- Titre original et français : Crypto
- Réalisation : John Stalberg Jr.
- Scénario : Carlyle Eubank (en), David Frigerio (en) et Jeff Ingber
- Directeur de la photographie : Pieter Vermeer
- Montage : Brian Berdan
- Musique : Nima Fakhrara
- Direction artistique : Caley Bisson
- Décors : Kait Murphy
- Costumes : Annie Simon
- Production : Jordan Beckerman, David Frigerio, Jordan Yale Levine
- Sociétés de production : Dynasty Pictures, Yale Productions
- Société de distribution : Lionsgate
- Durée : 1h 45 min.
- Genre : thriller, drame
- Dates de sortie : 
  - États-Unis : 12 avril 2019
  - France : 19 septembre 2019 (VOD)[1] ; 8 novembre 2019 (DVD)

## Distribution
- Kurt Russell (VF : Gérard Rouzier) : Martin Duran, Sr.
- Beau Knapp (VF : Tony Marot) : Martin Duran, Jr.
- Alexis Bledel (VF : Gabrielle Jeru) : Katie
- Luke Hemsworth (VF : Christophe Seugnet) : Caleb Duran
- Jeremie Harris (en) (VF : Rody Benghezala) : Earl Simmons
- Jill Hennessy (VF : Claudine Grémy) : Robin Whiting
- Malaya Rivera Drew : Penelope Rushing
- Vincent Kartheiser (VF : Franck Sportis) : Ted Patterson
- Joseph Siprut : Viktor
- Ron Menzel : Nikos
- Seán Cullen : Bernard
- Paul Johansson : Brian